# Alain Eraly
 (avril 2022).
Alain Eraly (né en 1954) est un sociologue et un économiste belge, professeur ordinaire de l'Université libre de Bruxelles et membre titulaire de l'Académie royale des sciences, des lettres et des beaux-arts de Belgique.

## Biographie
Après des études commerciales, il fait un doctorat en Sciences sociales et un doctorat en Économie appliquée.
De 1990 à 1995, il est adjoint du président de l'Université libre de Bruxelles (ULB), chargé de la gestion des ressources humaines. De 1995 à 1998, il est directeur de cabinet du ministre chargé de la Mobilité et de l’aménagement et de l’urbanisme à la Région bruxelloise. Il retourne ensuite à l'ULB, où il devient professeur et directeur de l’Institut de Sociologie.

## Œuvres

### Sociologie
- Le pouvoir enchaîné : Être ministre, Bruxelles, Éditions Labor, 2002, 358 p.,  (ISBN 978-2-8040-1676-0)[4],[5]
- L'expression et la représentation. Une théorie sociale de la communication, Paris-Montréal, L'Harmattan, Collection : Logiques sociales, juin 2000. Autres tirages : 2002, 2003.  (ISBN 2-7384-9280-0)[6]
- Démocratie ou particratie ? : 120 propositions pour refonder le système belge, par  Alain Destexhe, Alain Eraly et Éric Gillet, Bruxelles, Éditions Labor, 2003, 165 p.[7]
- Autorité et légitimité. Le sens du collectif, Toulouse, Erès, coll. « Sociologie clinique », 2015, 249 p.,  (ISBN 978-2-7492-4920-9)[8],[9]
- Une démocratie sans autorité?, Toulouse, Erès, 2019, 248 p.,  (ISBN 978-2-7492-6446-2)[10]

### Roman
- L'étoile de Mirapour, Editions Racine, 2007[11]